# ترتيب المعركة البريطاني خلال ثورة 14 أكتوبر

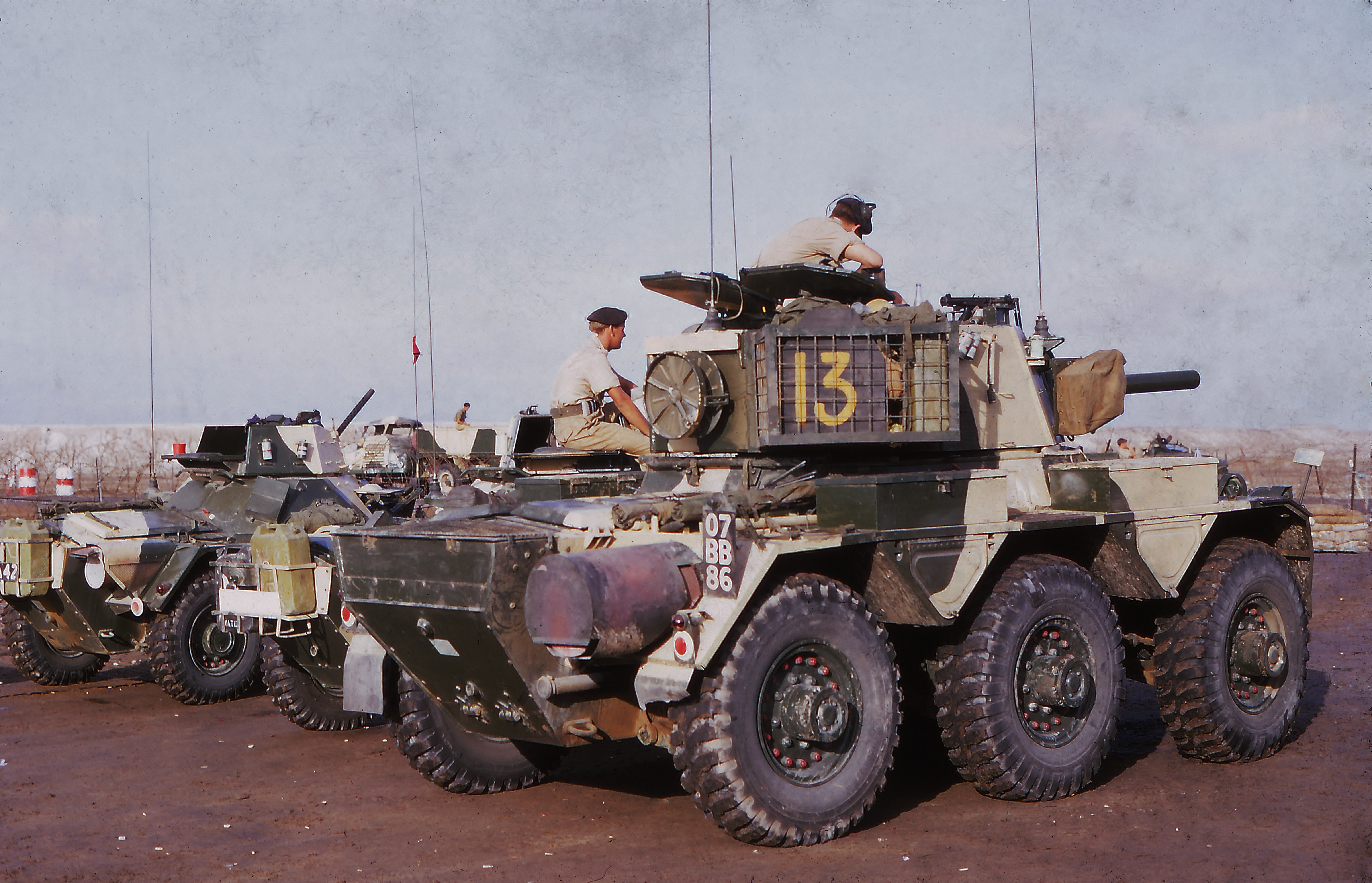
سيارات صلاح الدين المدرعة التابعة لحرس دراغون كوينز في عدن عام 1967

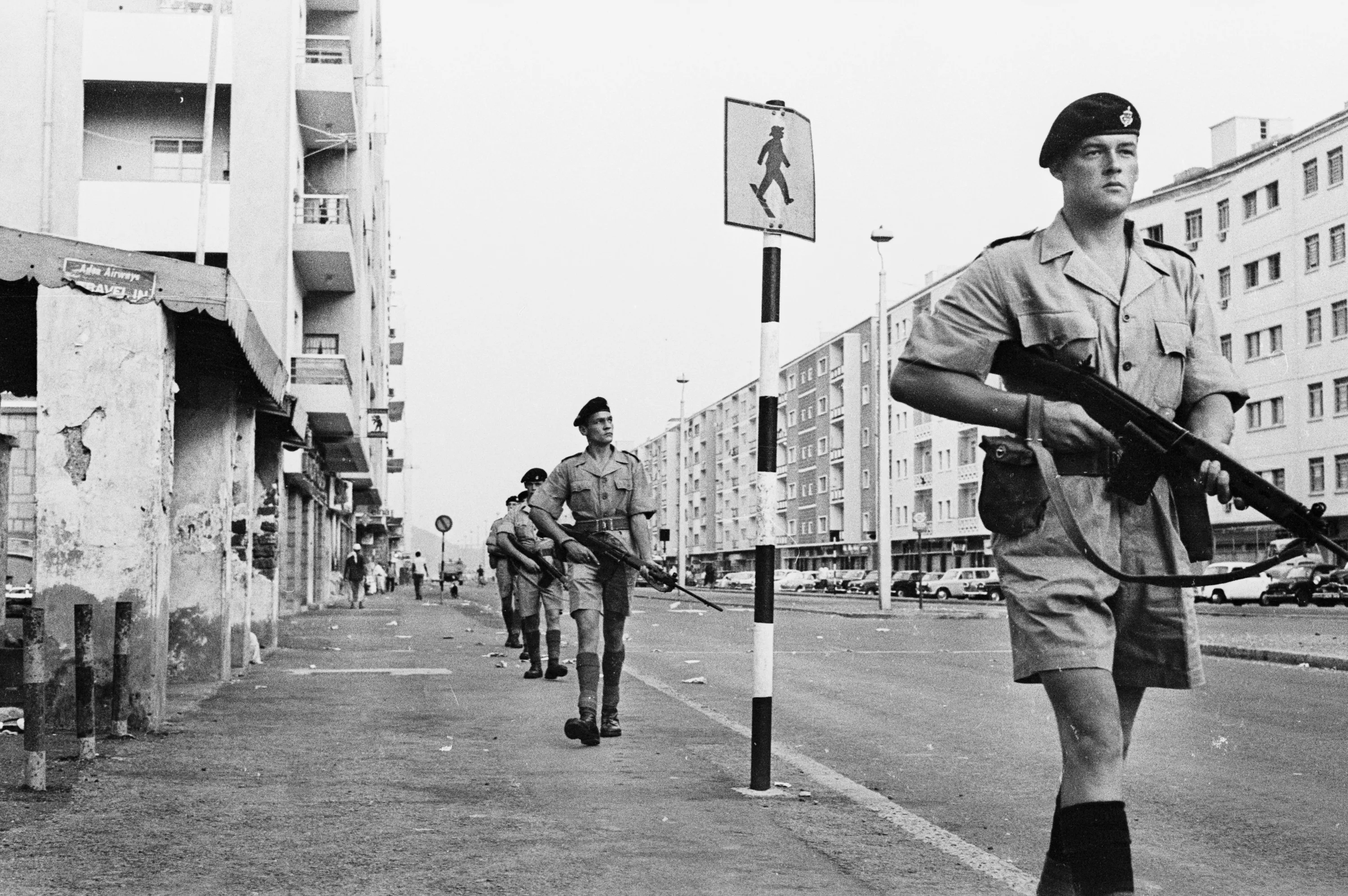
دورية شوارع بريطانية في عدن عام 1967

شاركت الوحدات التالية من القوات المسلحة البريطانية في محاولة لكبح ثورة 14 أكتوبر اليمنية (1963-1967):

## القوات الجوية الملكية
- السرب رقم 8 لسلاح الجو الملكي البريطاني مع طائرة هوكر هانتر [1]
- السرب رقم 21 لسلاح الجو الملكي البريطاني مع طائرات دوغلاس داكوتا وهوكر سيدلي أندوفر [2]
- السرب رقم 26 لسلاح الجو الملكي البريطاني مع طائرة بريستول بلفيدير [3]
- السرب رقم 37 لسلاح الجو الملكي البريطاني مع طائرة أفرو شاكلتون [4]
- السرب رقم 43 لسلاح الجو الملكي البريطاني مع طائرة هانتر [5]
- السرب رقم 78 لسلاح الجو الملكي البريطاني مع طائرتي بايونير ووسكس [6]
- السرب رقم 84 لسلاح الجو الملكي البريطاني مع طائرة بلاكبيرن بيفرلي [7]
- السرب رقم 105 لسلاح الجو الملكي البريطاني مع طائرة أرمسترونج وايتورث أرجوسي [8]
- السرب رقم 208 لسلاح الجو الملكي البريطاني مع هانتر [9]
- السرب رقم 233 لسلاح الجو الملكي البريطاني مع طائرة فيكرز فاليتا [10]
- السرب رقم 1417 (استطلاع مقاتل) لسلاح الجو الملكي البريطاني مع طائرتي هانتر [11]
- قيادة الخدمة المشتركة لشرطة سلاح الجو الملكي البريطاني
- وحدة الإشارات رقم 123 التابعة لسلاح الجو الملكي البريطاني

فوج سلاح الجو الملكي البريطاني
- السرب رقم 2، فوج سلاح الجو الملكي البريطاني [12]
- السرب رقم 27، فوج سلاح الجو الملكي البريطاني [12]
- السرب رقم 34، فوج سلاح الجو الملكي البريطاني [12]
- السرب رقم 37، فوج سلاح الجو الملكي البريطاني [12]
- السرب رقم 48، فوج سلاح الجو الملكي البريطاني [12]

## البحرية الملكية
- إتش إم إس أشانتي
- إتش إم إس فيبي
- إتش إم إس إنتربيد
- إتش إم إس إيجل
- إتش إم إس بولوارك
- إتش إم إس ألبيون
- إتش إم إس مينيرفا
- إتش إم إس سنتور
- إتش إم إس كامبريان
- إتش إم إس فيرلس
- إتش إم إس أوريغا
- إتش إم إس هامبشاير
- إتش إم إس هيرميس

### البحرية الملكية
- 40 كوماندوز
- 42 كوماندوز
- 45 كوماندوز

## الجيش البريطاني

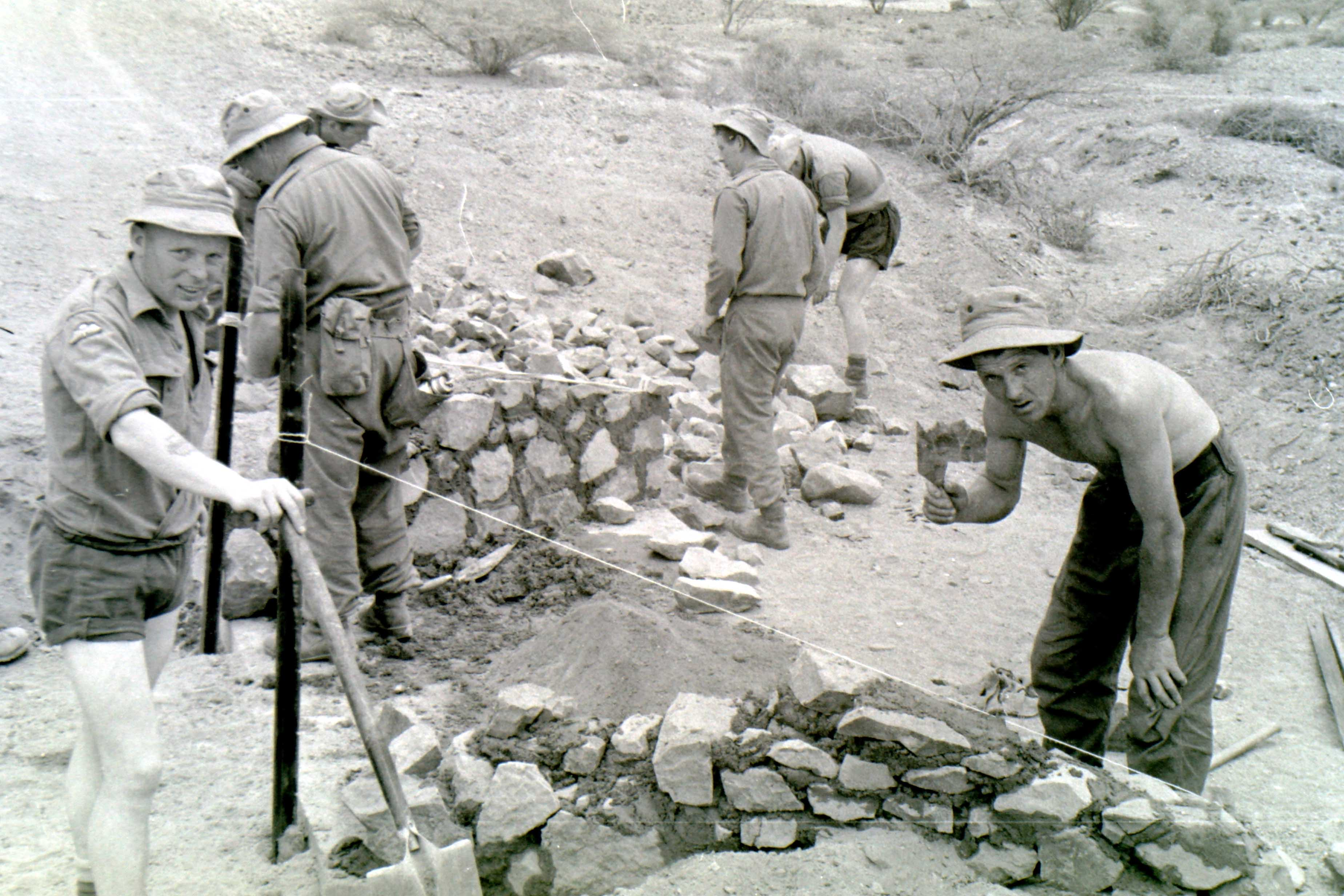
إنشاء قناة تصريف على طريق الضالع بواسطة مهندسي المظلات في الجيش الإقليمي

- الفوج الثاني والعشرون من القوات الخاصة البريطانية
- الفيلق المدرع الملكي
  - فرقة الفرسان الملكيون العاشرون
  - فرقة الحرس الملكي الأول لفرسان التنين
  - فرقة الحرس الملكي الرابع/السابع لفرسان التنين
  - فرقة الفرسان الملكيون الخاصون بالملكة
  - فرقة الفرسان الملكيون الأيرلنديون الخاصون بالملكة
  - فرقة الفرسان الملكيون السادس عشر/الخامس للرماح الملكية للملكة
  - فوج الدبابات الملكي
    - الفوج الملكي الأول للدبابات
    - السرب ب، الفوج الملكي الخامس للدبابات
- فرقة الحرس
  - الكتيبة الأولى، حرس كولدستريم
  - الكتيبة الثانية، حرس كولدستريم
  - الكتيبة الأولى، الحرس الويلزي
  - الكتيبة الأولى، الحرس الأيرلندي
- المشاة
  - الكتيبة الأولى، الحرس الملكي الاسكتلندي
  - الكتيبة الرابعة، فوج بافس (فوج شرق كينت الملكي)
  - الكتيبة الأولى، فوج الحدود الملكي الخاص بالملك (سرايا دعم مختلفة)
  - الكتيبة الأولى، حرس الحدود الاسكتلندي الخاص بالملك
  - الأولى كتيبة، فوج المشاة الملكي الأيرلندي، السرية ب
  - الكتيبة الأولى، فوج ساسكس الملكي
  - الكتيبة الأولى، فوج المشاة الملكي نورثمبرلاند
  - الفوج الملكي الأنجلاني
  - الكتيبة الأولى، فوج المشاة الملكي الأنجلاني
  - الكتيبة الثالثة، فوج المشاة الملكي الأنجلاني
  - الكتيبة الرابعة، فوج المشاة الملكي الأنجلاني (1965)
    - السرية ج (1967)

  - الكتيبة الأولى، فوج أمير ويلز الخاص في يوركشاير
  - الكتيبة الأولى، فوج لانكشاير
  - الكتيبة الأولى، مشاة سومرست وكورنوال الخفيفة
  - الكتيبة الأولى، مشاة يوركشاير الخفيفة الخاصة الملكية[26]
  - الكتيبة الأولى، الكاميرونيون (البنادق الاسكتلندية)
  - الكتيبة الأولى، مشاة أرغيل وساذرلاند هايلاندرز[24]
  - الكتيبة الأولى، فوج غلوسترشاير
  - الكتيبة الأولى، حرس حدود جنوب ويلز
- فوج المظلات
  - الكتيبة الأولى، فوج المظلات
  - الكتيبة الثانية، فوج المظلات
  - الكتيبة الثالثة، فوج المظلات
- المدفعية الملكية
  - الفوج الأول، مدفعية الخيالة الملكية
  - الفوج الثالث، مدفعية الخيالة الملكية
  - الفوج السابع (المظلي)، مدفعية الخيالة الملكية
  - الفوج التاسع عشر الخفيف، المدفعية الملكية
  - الفوج السابع والأربعون الخفيف، المدفعية الملكية
  - فوج الكوماندوز الخامس والتسعون، المدفعية الملكية
- المهندسون الملكيون
  - السرب الميداني العاشر (المطارات)، المهندسون الملكيون (نوفمبر 1964 - 13 ديسمبر 1967، آخر وحدة غادرت)
  - السرب الثالث عشر للمسح الميداني، المهندسون الملكيون (15 يناير 1964 - 29 يونيو 1967)
  - السرب الميداني الرابع والعشرون، المهندسون الملكيون (15 أكتوبر) 1964 - 12 يوليو 1965)
  - السرب الميداني 30، المهندسين الملكيين (سبتمبر 1966 - أبريل 1967)
  - السرب الميداني 34، المهندسين الملكيين المستقلين
    - سربان

  - السرب الميداني 39، المهندسين الملكيين (أبريل 1967- أكتوبر 1967)
  - السرب الميداني 50، المهندسين الملكيين (أغسطس 1964)
    - سرب (سبتمبر 1967- نوفمبر 1967)

  - السرب الميداني 60، المهندسين الملكيين السرب الميداني (نوفمبر 1964- نوفمبر 1965، مارس 1967- أكتوبر 1967)
  - السرب الميداني 73، المهندسين الملكيين السرب الميداني (1965- 1966)
  - فوج المهندسين المظليين 131 (الجيش الإقليمي)
  - اللواء 24، وحدة الاتصالات البريدية، المهندسين الملكيين (1964- 1967)
- الفيلق الملكي الإشارات
  - فوج الإشارة الخامس عشر، سلاح الإشارات الملكي (1965 - 1967)
  - سرب 222 (سلاح الجو) - تشكيل إشارات جوي (1959 - 1967)
- الشرطة العسكرية الملكية
- سلاح النقل الملكي
- مهندسو الكهرباء والميكانيكا الملكي
- سلاح الطب الملكي
  - اللواء العاشر، المجموعة، السرية الطبية
  - سيارة الإسعاف الميداني الرابعة والعشرون
- سلاح ذخائر الجيش الملكي
- سلاح رواتب الجيش الملكي
- سلاح الجو
- سلاح الاستخبارات
- سلاح الرواد الملكي (السرية 518)
- سلاح تموين الجيش

### الاستشهادات
1. ↑  Jefford 1988، صفحة 26.
2. ↑  Jefford 1988، صفحة 31.
3. ↑  Jefford 1988، صفحة 33.
4. ↑  Jefford 1988، صفحة 37.
5. ↑  Jefford 1988، صفحة 39.
6. ↑  Jefford 1988، صفحة 48.
7. ↑  Jefford 1988، صفحة 50.
8. ↑  Jefford 1988، صفحة 54.
9. ↑  Jefford 1988، صفحة 69.
10. ↑  Jefford 1988، صفحة 75.
11. ↑  Lake 1999، صفحة 88.
12. 1 2 3 4 5  Oliver 1997، صفحة 228.

### فهرس
- Critchley، Mike (1980). British Warships Since 1945 - Part 1. Liskeard, UK: Maritime Books. ISBN:0-9506323-4-1.
- Hobbs، David (1996). Aircraft Carriers of the Royal and Commonwealth Navies. لندن, UK: Greenhill Books. ISBN:1-85367-252-1.
- Jefford، C.G. (1988). RAF Squadrons. A comprehensive record of the movement and equipment of all RAF squadrons and their antecedents since 1912. شروزبري (المملكة المتحدة): Airlife. ISBN:1-85310-053-6.
- Lake، Alan (1999). Flying units of the RAF. شروزبري (المملكة المتحدة), UK: Airlife. ISBN:1-84037-086-6.
- McCart، Neil (1997). HMS Centaur, 1943-1972. Fan Publications.
- Oliver، Kingsley (1997). Through Adversity - The History of the Royal Air Force Regiment 1942-1992. UK: Forces & Corporate Publishing. ISBN:0-9529597-0-4.
- Roberts، John (2009). Safeguarding the Nation: The Story of the Modern Royal Navy. Annapolis, USA: Naval Institute Press. ISBN:978-1-59114-812-8.